# Depo Charkivske
Depo Chrakivske (ukrajinsky Електродепо «Харківське», Elektrodepo Charkivs'ke) je nejnovější depo kyjevského metra. Nachází se na Syrecko-Pečerské lince a bylo otevřeno 23. srpna 2007 po prodloužení linky do stanice Boryspilska.

## Historie
Před otevřením depa parkovaly soupravy v tunelech či v depu Oboloň patřící druhé lince. Depo bylo otevřeno po prodloužení linky v roce 2007.  

### Soupravy metra v depu
- 81-717
- 81-702
- 81-504